# Barrow Burn
Barrow Burn – wieś w Anglii, w hrabstwie Northumberland. Leży 60 km na północny zachód od miasta Newcastle upon Tyne i 453 km na północ od Londynu.